# Zbigniew Antoni Żechowski
Zbigniew Antoni Żechowski (ur. 6 listopada 1931 w Sędziszowie, zm. 4 lutego 2019 w Katowicach) – polski socjolog, specjalizujący się w makrostrukturach społecznych, polityce społecznej, socjologii miasta i wsi; nauczyciel akademicki związany z uczelniami w Poznaniu, Katowicach i Słupsku.

## Życiorys
Syn Antoniego i Krystyny. Ukończył kolejno szkołę podstawową, a następnie I Liceum Ogólnokształcące im. Stefana Żeromskiego w Kielcach, gdzie w 1950 roku zdał egzamin maturalny. Potem podjął studia z zakresu socjologii na Uniwersytecie Warszawskim, zakończone w 1955 roku zdobyciem tytułu zawodowego magistra. W latach 1955–1972 pracował w Instytucie Socjologii na Uniwersytecie im. A. Mickiewicza w Poznaniu. Na uczelni tej uzyskał także stopnie naukowe doktora i doktora habilitowanego nauk humanistycznych w zakresie socjologii. W latach 1971–1978 pełnił funkcję rektora Wyższej Szkoły Pedagogicznej w Słupsku. Od 1964 roku należał do PZPR. W 1977 roku Rada Państwa nadała mu tytuł profesora nauk humanistycznych. Zawodowo od 1978 r. związany był z Instytutem Socjologii Uniwersytetu Śląskiego w Katowicach oraz Górnośląską Wyższą Szkołą Handlową im. Wojciecha Korfantego w Katowicach.
W czasach PRL był odznaczony m.in.: Krzyżem Kawalerskim Orderu Odrodzenia Polski, Złotym Krzyżem Zasługi, Medalem 30-lecia Polski Ludowej i Medalem Komisji Edukacji Narodowej.